# Electric Shadows
Electric Shadows —en español: ‘Sombras eléctricas’— es un álbum de regreso para el grupo estadounidense de rock Player, reformalizado por el bajista Ronn Moss y el cantante y guitarrista Peter Beckett. Fue lanzado por la discográfica Polystar Co. en Japón el 25 de agosto de 1995 y un año más tarde en Estados Unidos por Magic Records. Para la versión estadounidense, en el disco se incluyó como bonus track una canción llamada Sometimes You Gonna Let Go que aparece en la banda sonora de la película Frankie and Johnny, la cual Peter cantó a dúo con la cantante Jeanette Clinger en 1991 para su disco debut. Este álbum marca un cambio musical en la banda, que mezclan géneros como el pop, rhythm and blues, rock con un tono jazz en algunas canciones. En este álbum aparece Baby Come Back, el gran éxito del grupo, regrabada de forma diferente reemplazando el característico sonido hard rock por el soul y con un toque de blues y reggae. Esta versión logró posicionarse en el puesto número 43 en Japón.

## Antecedentes
Tras el fracaso con la publicación del cuarto álbum de la banda Spies Of Life en 1981, deciden disolver el grupo. El baterista John Friesen se había dedicado a componer música para otros artistas, y aclaró en no regresar a la banda en alguna futura reunión. Peter Beckett compuso temas para bandas sonoras de películas, trabajo que realizó entre 1984 y 1988 antes de unirse a la banda australiana Little River Band. Ronn Moss por su parte, seguía disfrutando de su éxito como actor en Italia. En 1994 se reencuentran en Los Ángeles, California, ambos por diferentes motivos: Ronn Moss estaba terminando de rodar una película y Peter Beckett se encontraba de gira, ofreciendo conciertos en clubs repasando algunas canciones de su álbum debut Beckett. 
Luego de unas charlas recordando los viejos tiempos como compañeros de grupo y amigos, deciden reformar la banda a principios de 1995. Firmaron un contrato con la discográfica Polystar Co. y comenzaron a trabajar en el quinto álbum Electric Shadows. Regrabaron la popular canción «Baby Come Back» con un tono más melódico y la lanzaron como el primer corte del disco a mediados de 1995 en Japón, que a su vez se sumaría un miniconcierto para promocionar el álbum. Dicha presentación se realizó entre octubre y noviembre del mismo año. La edición para los Estados Unidos fue publicada en febrero de 1996 bajo la discográfica Magic Records.

## Lista de canciones
- "This Is Your Life" - 4:22
- "Without You" - 4:24
- "Footprints In The Sand" - 3:59
- "Something Good" - 4:18
- "Stand By You" - 4:43
- "No More Rain" - 5:23
- "Every Time I Turn Around" - 4:49
- "After All This Time" - 4:34
- "Just To Be With You" - 5:25
- "Beautiful Love" - 4:58
- "Baby Come Back '95" - 4:11

## Listas de popularidad
Sencillos
| Sencillo       | País  | Lista (1995)         | Máxima posición |
| -------------- | ----- | -------------------- | --------------- |
| Baby Come Back | Japón | Oricon Singles Chart | 43              |